# Río Abrud
El río Abrud (en rumano: Râul Abrud; en húngaro: Abrud-patak) es un corto río de  Rumania, un afluente del río Arieş, a su vez afluente del río Mureş y éste del río Danubio.

## Localidades que atraviesa
| - Poieni - Gura Izbitei - Izbita - Bucium-Sat - Abrud - Cărpiniş |

## Principales afluentes

### Afluentes por la derecha
| - Río Valea Albă - Pârâul Buciumanilor - Río Abruzel - Río Roşia |

### Afluentes por la izquierda
| - Río Izbicioara - Río Cerniţa |